# Рицци, Марио
Марио Рицци (итал. Mario Rizzi; 3 марта 1926, Сан-Джованни-ин-Персичето, королевство Италия — 13 апреля 2012, Рим, Италия) — итальянский прелат и ватиканский дипломат. Титулярный архиепископ Бальнеорегиум с 28 февраля 1991 по 13 апреля 2012. Апостольский нунций в Болгарии с 28 февраля 1991 по 1996.